# Type O Negative

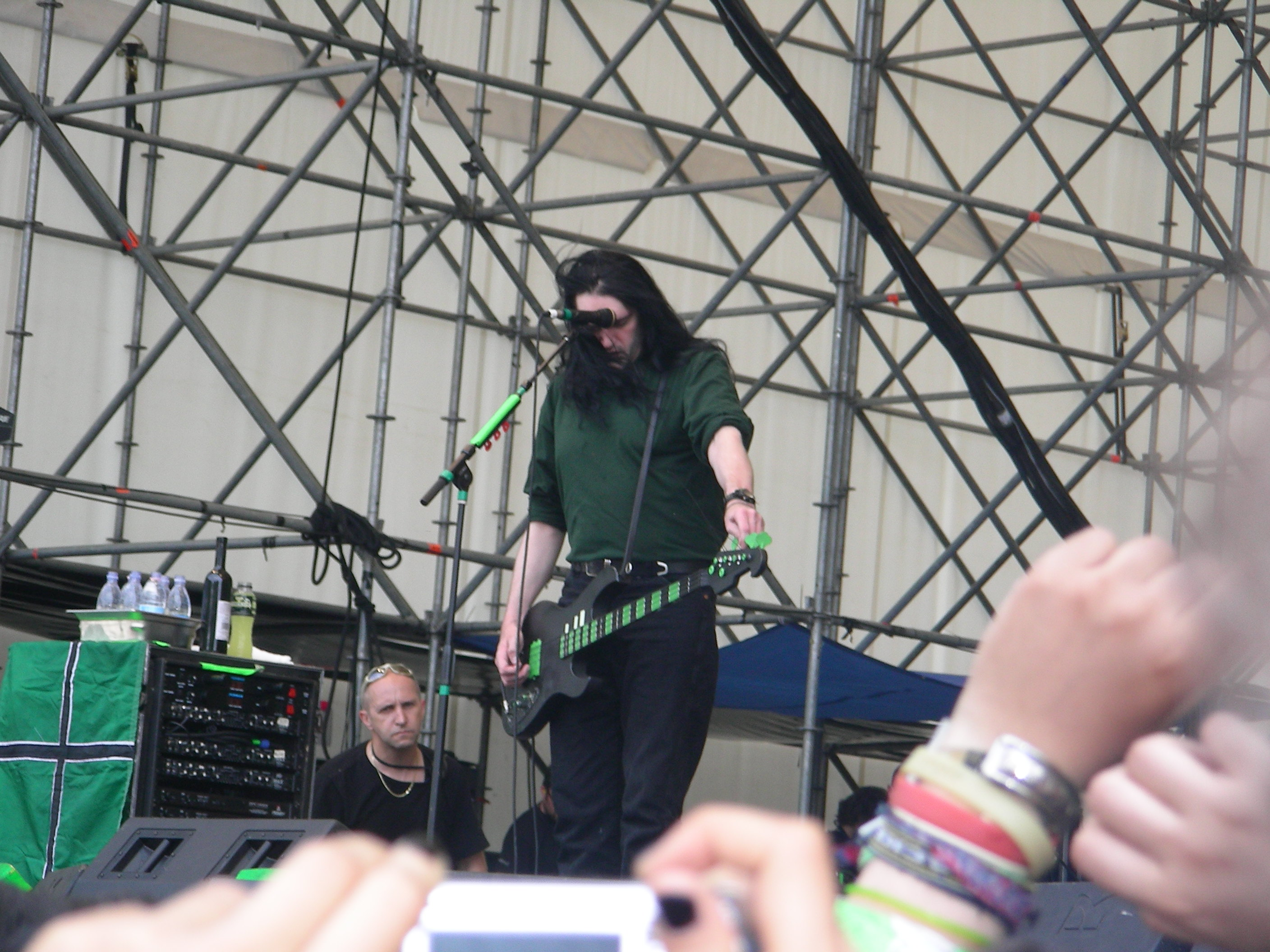
Type O Negative 2007

Type O Negative fue una banda de Brooklyn, Nueva York, formada en 1989. Es conocido como uno de los primeros grupos estadounidenses en fusionar géneros del metal extremo con metal gótico y metal progresivo: un sonido caracterizado por guitarras y bajos distorsionados, riffs graves, órgano y sintetizador, más la voz de Peter Steele, cantante, bajista y líder.
Aunque sean conocidos por su combinación entre doom metal y metal alternativo con los subgéneros antes mencionados, la banda también mostró asimismo una variedad de influencias no "góticas" o "doom", siendo también destacados sus componentes de thrash metal y hardcore punk junto con sentido del humor negro y autocrítica, a pesar de las letras dramáticas que enfatizan en temas como sexo, romance, depresión y muerte. Su popularidad creció en 1993 con el álbum Bloody Kisses, el cual contiene hits underground provocativos como "Christian Woman" y "Black No. 1".
Su último trabajo es Dead Again, del año 2007.
La banda se separó tras la muerte de Steele en 2010 ya que, según los otros miembros, no tenía sentido continuar sin él.

## Historia

### Primeros años ySlow, Deep and Hard(1991)
Type O Negative tiene como orígenes una banda llamada Fallout, formada a principios de los ochenta por el cantante y bajista Peter Steele.
Ese grupo editó un LP en 1981, titulado Batteries Not Included, el cual gozó de un éxito modesto en las emisoras universitarias. Poco después, Silver dejó Fallout para formar Original Sin, que sonaba como la mayoría de bandas glam de los ochenta. Steele continuó su camino para formar la banda de thrash metal Carnivore.
Carnivore emprendió a mediados de los ochenta una gira de conciertos alrededor de la Costa Este norteamericana. Las letras de la banda eran políticamente incorrectas, tratando temas de raza, religión, guerra y misoginia.
El sonido de Carnivore incluía elementos de speed metal mezclados con hardcore y una sensibilidad punk rock.
Tras la edición del segundo álbum, Retaliation, Carnivore continuó tocando, aunque Steele se desentendió del proyecto, y decidió seguir la más estable y lucrativa carrera de trabajar para el Departamento de Parques de la Ciudad de Nueva York. En 1989, después de dos años Peter se reencontró con su antiguo compañero de Fallout, Josh Silver, para formar finalmente Type O Negative. Su primer disco, Slow, Deep and Hard, era el embrión de lo que iba a venir después; aún recogiendo algunas de las sonoridades de Carnivore, aquí se mezclaban el doom metal al más puro estilo Black Sabbath, algo de punk, gothic, thrash metal, e incluso metal industrial.

### The Origin of the FecesyBloody Kisses(1992 - 1993)
Después de gastarse en vodka la mayor parte del dinero que la discográfica (Roadrunner Records) les había dado para financiar la grabación de un disco en vivo, volvieron a regrabar el primer trabajo añadiéndole sonidos de público (los amigos del grupo), e incluso una fingida amenaza de bomba que detuvo el concierto, tratando que la discográfica no lo notara.
Lo notaron, pero el sello decidió sacar el disco igualmente. Es así como ve la luz The Origin of the Feces y su controvertida portada, que muestra la fotografía de un ano, supuestamente el de Peter.
En su primera versión el álbum tenía como subtítulo "not live at Brighton Beach". Posteriormente la portada sería vetada y el disco sacado al mercado con un diseño menos escatológico.
Aunque el álbum contiene básicamente las mismas canciones de Slow, Deep and Hard, algunos de los títulos de las canciones fueron cambiados.
Este disco además traía como versión el tema "Paranoid" de Black Sabbath, sobre el cual se escucha un riff de "Iron Man" del mismo grupo.
El siguiente trabajo, Bloody Kisses (1993), fue el primer álbum de Roadrunner Records en convertirse en disco de platino.
Aquí se dio forma definitiva al sonido y estilo de Type O Negative después de la experimentación que supusieron los dos primeros trabajos.
Canciones como "Christian Woman" o "Black Nº1" son auténticos clásicos de la música gótica.
En "Christian Woman" Steele habla de una mujer cristiana que llega a masturbarse pensando en Jesucristo, y "Black Nº1" proyecta una mirada irónica a toda la parafernalia gótica que ellos mismos, como banda, podían representar.

### October RustyWorld Coming Down(1996 - 1999)
Tres años después del exitoso Bloody kisses fue el momento de sacar October Rust, lanzado en agosto de 1996. El álbum se convirtió en disco de oro y llegó a entrar en las listas de Billboard. Una de sus canciones más famosas fue "My Girlfriend's Girlfriend" (la novia de mi novia), una innovadora mezcla de música gótica y pop sesentero con temática sensual. Otro de los temas destacados es "Love You to Death", cuyo videoclip fue rodado en localizaciones exteriores de Prospect Park. En dicho parque de Brooklyn se erige un árbol en recuerdo de Peter Steele, plantado el 21 de noviembre de 2011, y en las cercanías del mismo figura asimismo una placa sobre un banco dedicada al bajista y líder del grupo. Además, para el videoclip de su versión del tema "Cinnamon Girl" utilizaron grabaciones de su actuación en mayo de 1997 ante 50 000 personas en el festival Dynamo Open Air (Países Bajos), bajo la realización del director Thomas Mignone.
En 1999 aparece el cuarto álbum de la banda, en el cual la música recuperaba las sonoridades más oscuras de sus primeros trabajos, mientras que las letras se volvieron bastante más pesimistas y negativas, dejando de lado el tema del sexo y la provocación para pasar a la muerte, los suicidios y las adicciones.
El título de este álbum es suficientemente explícito: World Coming Down (el mundo se viene abajo), como también lo son los títulos de las canciones "Everyone I Love Is Dead", "Everything Dies" o "Who Will Save the Sane?".

### Life Is Killing MeyDead Again(2003 - 2007)
A pesar de que según su título (Life Is Killing Me) la vida los estaba matando, la banda volvió una vez más en 2003, partiendo de donde lo habían dejado con World Coming Down, pero a pesar de su regreso lo cierto es que muchos se preguntaban si este iba a ser su disco de despedida, ya que el álbum iba a titularse “The Dream Is Dead” (el sueño está muerto), y además coincidía con la finalización del contrato con su discográfica de toda la vida.
Incluso el propio Peter Steele llegó a decir que este sería el último disco si no triunfaba. Aunque Johnny Kelly, batería de la banda, en una entrevista hizo notar que Steele siempre decía lo mismo para cada disco. Aun así, Kelly admitió que este disco había sido duro de terminar, y que habían acabado casi muertos de tantas discusiones.
Durante cuatro años desde Life Is Killing Me no se supo nada de Type O Negative. Steele fue encarcelado brevemente por posesión de drogas y comenzó una terapia de desintoxicación. Hasta se rumoreó su muerte en 2005; no obstante, volvieron con Dead Again en 2007, un disco de producción más cruda y donde la guitarra sonaba más distorsionada que en sus anteriores trabajos.
Aquí podemos encontrar un compendio de estilos, todos con la marca de Type O Negative: desde el doom de sus primeros tiempos, hasta riffs hardcore (Steele había girado de nuevo con Carnivore en 2006), pasando por la influencia de The Beatles y Black Sabbath.

### Rumor y muerte de Peter Steele
En los últimos años Peter Steele estaba muy deprimido, hasta se llegó a pensar que había muerto por ciertas anomalías detectadas en su salud, como se señala más arriba.
Así se conoció la noticia el 13 de mayo de 2005 en la web de Type O Negative, donde el grupo había colgado una enigmática foto de la tumba de Steele.
Estos rumores eran falsos y la foto fue un engaño pensado por el teclista de la banda, Josh Silver, para que su amigo Steele pudiera estar una temporada en solitario, reflexionando, ya que la vida de este apasionado músico había estado plagada de pérdidas personales, meses de depresión y una particular visión del optimismo, que hacía más llorar que reír.
Finalmente, el 14 de abril de 2010 Peter Steele fallece a causa de un ataque cardíaco en la ciudad de Nueva York.
La decisión de los demás miembros de no continuar con Type O Negative fue automática tras su deceso. No obstante, el sitio web del grupo continúa en línea, a través del cual se sigue vendiendo su mercancía, y en el cual cada tanto se publican novedades relacionadas con los miembros de la banda, recordatorios a Peter Steele, etc.

## Miembros

### Línea de tiempo
|               |                     |                         |               |              |              |                   |                    |              |              |              |
|               | Slow, Deep and Hard | The Origin of the Feces | Bloody Kisses |              | October Rust | World Coming Down | Life Is Killing Me | Dead Again   |              |              |
| 1989/ 1990    | 1991                | 1992                    | 1993          | 1994/ 1995   | 1996/ 1998   | 1999/ 2002        | 2003/ 2006         | 2007/ 2008   | 2009/ 2010   |              |
| Peter Steele  |                     |                         |               |              |              |                   |                    |              |              |              |
| Josh Silver   |                     |                         |               |              |              |                   |                    |              |              |              |
| Kenny Hickey  |                     |                         |               |              |              |                   |                    |              |              |              |
| Sal Abruscato | Sal Abruscato       | Sal Abruscato           | Sal Abruscato | Johnny Kelly | Johnny Kelly | Johnny Kelly      | Johnny Kelly       | Johnny Kelly | Johnny Kelly | Johnny Kelly |

|  | Teclado |  | Guitarra y voz |

Miembros actuales
- Josh Silver – Teclados, piano, sintetizadores, efectos, sampler, coros
- Kenny Hickey – Guitarra y voz
- Johnny Kelly – Batería, percusión, coros

Miembros anteriores
- Sal Abruscato – Batería, percusión
- Peter Steele – Voz principal, bajo, guitarra adicional, teclados adicionales

## Discografía
Álbumes de estudio
- Slow, Deep and Hard (1991)
- The Origin of the Feces (1992)
- Bloody Kisses (1993)
- October Rust (1996)
- World Coming Down (1999)
- Life Is Killing Me (2003)
- Dead Again (2007)

Álbumes recopilatorios
- Least Worst Of (2000)
- The Best of Type O Negative (2006)
- Type O Negative (Box set de 6 LP dobles, 2011)
- The Complete Roadrunner Collection 1991-2003 (Box set de 6 CD, 2013)